# Église de Äänekoski
L'église d'Äänekoski (finnois : Äänekosken kirkko) est une église luthérienne moderne située à Äänekoski en Finlande.

## Architecture
Construite en briques rouges, en bois et en verre, l'église d'Äänekoski a été conçue par l'architecte Erkki Kantonen et achevée en 1973.
L'église a été construite sur l'emplacement d'une église en bois construite en 1907 et détruite lors d'un incendie en 1968.
Le bâtiment lumineux représente l'architecture d'église moderne de son époque.
Les objets conservés de l'ancienne église apportent un cachet à l'église : la chaire, les cloches de l'église, les trois dalles de granite dans la cour et les vitraux de l'artiste Urho Lehtinen sur le mur latéral de l'église.
L'artiste a utilisé comme sujet des histoires du Nouveau Testament : le Christ bénit cinq pains et deux poissons et le Christ ouvre les yeux des aveugles.
L'église peut accueillir 370 personnes.